# نظرية المعلومات التنظيمية
نظرية معلومات تنظيمية
نظرية معلومات تنظيمية (OIT) هي نظرية اتصال، طورها كارل ويك، وتقدم رؤية نظامية لمعالجة وتبادل المعلومات داخل المنظمات وبين أعضائها. على عكس النظرية السابقة التي تركز على البنية، يركز OIT على عملية التنظيم في بيئات العربية ديناميكية غنيةبالمعلومات. ونظرا لذلك، فإنه يؤكد أن النشاط الرئيسي للمنظمات هو عملية فهم المعلومات الملتبسة. يلعب أعضاء المنظمة دورا فعالا في تقليل الالتباس وتحقيق الفهم من خلال بعض الاستراتيجيات - مثل سن المعلومات واختيارها والاحتفاظ بها. مع إطار متعدد التخصصات بطبيعته، فإن رغبة نظرية المعلومات التنظيمية في إزالة كل من الغموض والتعقيد من الرسائل في مكان العمل تعتمد على النتائج السابقة من نظرية الأنظمة العامة، وعلم الظواهر.

### إلهام وتأثير نظريات موجودة مسبقاً

##### 1. نظرية النظم العامة
تصف نظرية النظم العامة، في أبسط فرضياتها، ظاهرة وجود مجموعة متماسكة من الأجزاء المترابطة. عندما يتغير أو يتأثر جزء واحد من النظام، فإنه سيؤثر على النظام ككل. يستخدم ويك هذا الإطار النظري منذ عام 1950 للتأثير على نظرية المعلومات التنظيمية الخاصة به. وبالمثل، يمكن النظر إلى المنظمات على أنها نظام من الأجزاء المترابطة التي تعمل معًا لتحقيق هدف أو رؤية مشتركة. وبتطبيق ذلك على نظرية ويك للمعلومات التنظيمية، يجب على المنظمات العمل على تقليل الغموض والتعقيد في مكان العمل لتحقيق أقصى قدر من التماسك والكفاءة. يستخدم ويك مصطلح الاقتران لوصف كيف يمكن للمنظمات، مثل النظام، أن تتكون من أجزاء مترابطة ومعتمدة. ينظر الاقتران إلى العلاقة بين الناس والعمل.

#### هناك نوعان من اقتران:

##### 1. اقتران فضفاض.
يصف الاقتران غير المحكم أنه على الرغم من أن الأشخاص داخل المنظمة أو النظام مرتبطون ويعملون معًا غالباً، إلا أنهم لا يعتمدون على بعضهم البعض لمواصلة العمل الفردي أو إكماله بالكامل. التبعات ضعيفة وسير العمل مرن. على سبيل المثال، "إذا تم إغلاق قسم العلوم بالكامل بسبب مرض جميع المعلمين أو لأي سبب كان، فلا يزال بإمكان المدرسة الاستمرار في العمل لأن الأقسام الأخرى لا تزال موجودة.

##### 2.اقتران ضيق
يصف الاقتران المحكم عندما تكون الاتصالات داخل المؤسسة قوية ومعتمدة. إذا كان أحد أجزاء المنظمة لا يعمل بشكل صحيح، فلن تتمكن المنظمة ككل من الاستمرار إلى أقصى إمكاناتها. " على سبيل المثال، يتم إيقاف قسم التنسيق والحبر تمامًا وبالتالي لا يمكن متابعة الخطوات التالية، وبالتالي سيتم إسقاط عملية التنظيم بأكملها. وبالتالي، تعتمد مكونات النظام بشكل مباشر على بعضها البعض.

##### 2. نظرية التطور
التي وضعها تشارلز داروين هي إطار للبقاء للأصلح. وفقا لداروين، تحاول الكائنات الحية التكيف والعيش في بيئة لا ترحم. فالكائنات التي لا تنجح في التكيف لا تبقى على قيد الحياة، بينما تستمر الكائنات الحية القوية في الازدهار والتكاثر. يستحضر ويك الإلهام من داروين لدمج منظور بيولوجي في نظريته. من الطبيعي أن تضطر المؤسسات إلى التكيف مع المعلومات الواردة التي غالبًا ما تتداخل مع البيئة الموجودة مسبقًا. إن المنظمات القادرة على تخطيط الاستراتيجيات وتغييرها بما يتوافق مع حاجتها المستمرة للتنظيم وفهم المعنى، سوف تبقى على قيد الحياة وتكون الأكثر نجاحًا. ومع ذلك، هناك فرق ملحوظ بين تطور الحيوان وبقاء الأصلح في المنظمات، "حيوان معين هو ما هو عليه؛ والتنوع يأتي من خلال الطفرة. ولكن طبيعة المنظمة يمكن أن تتغير عندما يغير أعضاؤها سلوكهم".

#### الافتراضات

###### 1. توجد المنظمات البشرية في بيئة المعلومات
على عكس نماذج المرسلين و المستقبلين، يقف OIT على المنظور ظرفي. ينظر كارل ويك إلى المنظمة الإنسانية باعتبارها نظامًا اجتماعياً مفتوحاً. يقوم الأشخاص في هذا النظام بتطوير آلية لتحديد الأهداف، أو الحصول على المعلومات ومعالجتها، أو إدراك البيئة. في هذه العملية، يتوصل الناس والبيئة إلى استنتاجات حول "ما الذي يحدث هنا؟". يعتقد كولفيل أن عملية الإسناد هذه هي بأثر رجعي.
خذ مؤسسة تعليمية كمثال. يمكن للجامعة الحصول على معلومات تتعلق باحتياجات الطلاب بعدة طرق. قد ينشئ قسماً للتعليقات في موقعه على الويب. ويمكنها تنظيم لجان الخريجين أو الشؤون الأكاديمية لجذب الطلاب المحتملين وجمع الأسئلة الملموسة التي تهمهم. ويمكنه أيضًا إجراء المسح أو استضافة مجموعة التركيز للحصول على المعلومات. بعد ذلك، يتعين على العاملين في الجامعة أن يقرروا كيفية التعامل مع هذه المعلومات، بناءً عليه يجب عليهم تحديد وتحقيق أهدافهم للطلاب الحاليين والمحتملين

###### 2. تختلف المعلومات التي تتلقاها المنظمة من حيث الالتباس.
يفترض ويك أن العديد من التفسيرات الممكنة للواقع موجودة عندما تقوم المنظمات بمعالجة المعلومات. وتؤدي مستويات الفهم المتفاوتة إلى نتائج مختلفة لمدخلات المعلومات. وفي أعمال أكاديمية أخرى، يميل العلماء إلى القول بأن الرسائل غير مؤكدة أو غامضة. بينما وفقًا لـ OIT، توصف الرسائل بأنها ملتبسة. يعتقد أن الناس يستبعدون بشكل استباقي عددًا من الاحتمالات لإدراك ما يجري في البيئة. نظرًا للمنظور الظرفي لـ OIT، تتكون معاني الرسائل من الرسائل وتفسيرات المستقبلين والسياق التفاعلي. ومع ذلك، فإن الغموض وعدم اليقين يمكن أن يعني وجود إجابة قياسية - التفسير الموضوعي الحقيقي الوحيد.
ويؤكد ويك أيضًا أن "الغموض هو المحرك الذي يحفز الناس على التنظيم". يذكر مايتليس، وكريستيانسون أن الالتباس يؤدي إلى فهم منطقي لثلاثة أسباب: الهزات البيئية والأزمات التنظيمية، والتهديدات التي تتعرض لها الهوية، وتدخلات التغيير المخطط لها.

###### 3. تشارك المنظمات البشرية في معالجة المعلومات لتقليل غموض المعلومات.
بناءً على الافتراضين الأولين، يقترح OIT أن معالجة المعلومات داخل المنظمات هي نشاط اجتماعي. المشاركة هي السمة الرئيسية لمعالجة المعلومات التنظيمية. وفي هذا السياق بالذات، يقوم الأعضاء بشكل مشترك بفهم الواقع من خلال الحد من الغموض. وبعبارة أخرى، فإن صناعة المعنى هي مسؤولية مشتركة تتضمن العديد من الأشخاص المترابطة لإنجازها. في هذه العملية، تقوم المنظمات وأعضاؤها بدمج الأفعال والصفات معًا من أجل إيجاد التوازن بين تعقيد الأفكار وبساطة الإجراءات.
يقترح ويك أيضًا أن الناس يخلقون بيئتهم الخاصة من خلال التشريع، وهو فعل منطقي. وذلك لأن الناس لديهم مخططات إدراكية مختلفة وإدراك انتقائي، لذلك يخلق الناس بيئات معلومات مختلفة. عند إنشاء بيئات معلومات مختلفة، يمكن للأشخاص الوصول إلى نفس الفهم أو الحل نفسه أو قريبين منه من خلال عمليات تفكير مختلفة وفهم شامل.

##### مفاهيم مفتاحية

###### المنظمة
من أجل وضع رؤية ويك فيما يتعلق بنظرية المعلومات التنظيمية في سياق العمل المناسب، فإن استكشاف وجهة نظره فيما يتعلق بما يشكل المنظمة وكيف يجسد أفرادها هذا البناء قد يؤدي إلى رؤى مهمة.
نظر أساسية، شارك في الاعتقاد بأن التحقق التنظيمي مستمد ليس من خلال اللغة ، ولكن من سلسلة من الأحداث التي تمكن الكيانات من "جمع وإدارة واستخدام المعلومات التي يتلقونها". في مزيد من التفاصيل حول ما يشكل منظمة خلال الكتابات المبكرة التي تحدد OIT، قال ويك: "كلمة منظمة هي اسم وهي أيضًا أسطورة. إذا بحث المرء عن منظمة، فلن يجدها. فماذا سيكون "إن ما توصلنا إليه هو أن هناك أحداثاً مرتبطة ببعضها البعض، تحدث داخل الجدران الخرسانية، وهذه التسلسلات، ومساراتها، وتوقيتها، هي الأشكال التي نحولها بشكل خاطئ إلى مواد عندما نتحدث عن منظمة ما".
عند النظر إليها بهذه الطريقة المعيارية، تلبي المنظمة رؤية ويك النظرية من خلال تضمين معايير أقل تقييداً بالقيود الخرسانية، والخشبية، والهيكلية، وأكثر من خلال القدرة على العمل كمستودع حيث يمكن توجيه المعلومات بشكل متسق وفعال. مع أخذ هذه الخصائص المميزة في الاعتبار، يعتمد التنفيذ الصحيح للقناة على تعظيم وضوح الرسائل وسياقها وتسليمها وتطورها من خلال أي نظام.
أحد الأمثلة على كيفية ظهور هذه التفاعلات على مستوى أكثر تفصيلاً ضمن هذه الحدود يمكن استخلاصه من خلال حلقة التفاعل المزدوجة التي وضعها ويك، والتي يعتبرها "اللبنات الأساسية لكل منظمة". ببساطة، التفاعلات المزدوجة تصف التبادلات بين الأشخاص التي تحدث، بطبيعتها، عبر سلسلة القيادة التنظيمية وفي الحياة نفسها.
عنصر مهيمن آخر في نهج ويك هو أن المعلومات التي توفرها بيئة المنظمة، بما في ذلك الثقافة داخل البيئة التنظيمية نفسها يمكن أن تؤثر على سلوكيات وتفسير سلوكيات العاملين داخل المنظمة. وبالتالي، فإن إنشاء المعرفة التنظيمية يتأثر بالمخطط الشخصي لكل شخص بالإضافة إلى خلفية أهداف المنظمة. يجب على المنظمة التدقيق في المعلومات المتاحة لتصفية المعلومات القيمة من المعلومات الغريبة. بالإضافة إلى ذلك، يجب على المنظمة تفسير المعلومات وتنسيقها "لجعلها ذات معنى لأعضاء المنظمة وأهدافها" ، من أجل بناء معنى من هذه الرسائل في بيئتها، يجب على المنظمة تقليل الالتباس، مع الالتزام بتفسير الرسالة الذي يتناسب مع ثقافتها ورسالتها الشاملة.
يحدث الفعل عندما تقول شيئًا ما (هل يمكنني الحصول على مصاصة ؟).
يحدث التفاعل عندما تقول شيئًا ما وأجيب عليه "(لا، سوف يفسد عشاءك)."
التفاعل المزدوج عندما تقول شيئاً ما، وأنا أرد عليه، ثم ترد عليه، وتعدل العبارة الأولى "(حسناً، ماذا عن نصف المصاصة؟)."
يتصور ويك المنظمة كنظام يتلقى معلومات غامضة من بيئته، ويحاول فهم تلك المعلومات، ويستخدم ما تم تعلمه للمستقبل. وعلى هذا النحو، تتطور المنظمات بحيث تصبح منطقية من نفسها ومن البيئة".
دورات الاتصال هذه هي السبب الذي يجعل ويك يركز على العلاقات داخل المنظمة أكثر من تركيزه على موهبة الفرد أو أدائه. وهو يعتقد أن العديد من المستشارين الخارجيين يتغاضون عن أهمية التفاعل المزدوج لأنهم يغادرون المشهد قبل تأثيرات توصياتهم الموصى بها. يرتد الفعل ليؤثر في الفاعل". من خلال السماح لنا بالنظر إلى المنظمة في هذا الإطار البديل، توفر لنا نظرية المعلومات التنظيمية منصة قوية يمكن من خلالها استكشاف عملية الاتصال، حرفياً، أثناء تطورها.
المهم أن نلاحظ أن تدفق المعلومات الملتبسة للمنظمات مستمر و دائم التنظيم، أي عملية فهم المعلومات، هو دورة مستمرة للمنظمات؛ ولهذا السبب، يفضل ويك استخدام الأفعال عند وصف المنظمات. الأسماء تعطي دلالة ثابتة وثابتة. على سبيل المثال، بدلاً من كلمة "إدارة"، يفضل ويك استخدام الفعل "إدارة". باستخدام الأفعال، فهو يدعم ويعكس سيولة عملية صنع المعنى، التي تتغير، على عكس استخدام الأسماء؛ لأن الأسماء تعكس كيانات ثابتة أو محدودة، وهو ما يتعارض مع ما يقترحه ويك.
وضوح الرسالة، التصرف والاستجابة والتكيف. وقد تم تصميم كل منها لتسهيل عملية الاحتفاظ والاختيار. يحدث الفعل عندما يتم الإبلاغ عن وجود معلومات غير واضحة أو ملتبسة. الاستجابة هي الجهد المبذول للمساعدة في تقليل المعلومات غير المؤكدة. وأخيراً، يحدث التعديل عندما يتغير أو يتم تعديل تقييم السلوك أو المعلومات. وفي كثير من الأحيان، يجب تكرار هذه الدورة. وذلك لأن المعلومات الملتبسة ودورات الاتصال لها علاقة إيجابية: فكلما زاد حجم المعلومات المعقدة، زادت الحاجة إلى دورات اتصال متعددة، غريفين وآخرون. (2015) يربط دورة الاتصال بمنشفة مبللة بالقول: "تمامًا كما يؤدي لف منشفة مبللة إلى ضغط الماء، فإن كل دورة اتصال تزيل الغموض من الموقف". تشمل أمثلة دورات السلوك اجتماعات الموظفين، وإشاعات استراحة القهوة، ومحادثات البريد الإلكتروني، والتقارير الداخلية، وما إلى ذلك.
3. قواعد التجميع:
تشير إلى بنية أوسع، "والتي قد تتضمن تقييم كيفية تنفيذ إجراءات التشغيل القياسية (SOP)، إلى جانب تعيينات التسلسل القيادي". وبحكم طبيعته، يستكشف هذا النهج تدابير البروتوكول التي قد تكون فعالة في التعامل مع الغموض، وكذلك كيف يمكن أن تتكشف العمليات ذات الصلة. هذه هي القواعد التي خدمت جيدًا في الماضي وبالتالي أصبحت معياراً في المنظمة. تتضمن أمثلة قواعد التجميع دليلاً أو كتابياً. بشكل عام، يتم استخدام قواعد التجميع عندما يكون مستوى المعلومات الملتبسة
منخفضاً.

### الاستراتيجيات

#### مبادئ الغموض
هناك ثلاثة مبادئ أو علاقة حاسمة توجه عملية الحد من الالتباس. وهي
العلاقة بين الغموض والقواعد والدورات التي يجب تحليلها بعناية؛ العلاقة بين عدد القواعد وكمية الدورات؛ العلاقة بين عدد الدورات ومقدار الالتباس.
على وجه التحديد، يفترض ويك أن مقدار الالتباس المتصور يؤثر على عدد القواعد. وبشكل عام، هناك علاقة سلبية بين مستوى الالتباس وكمية القواعد. على وجه التحديد، كلما كانت الرسالة أكثر غموضا، كانت هناك قواعد قليلة متاحة لمعالجة تلك المعلومات. وفي الوقت نفسه، توجد أيضًا علاقة عكسية بين القواعد والدورات. وبعبارة أخرى، يؤدي عدد أقل من القواعد إلى زيادة استخدام الدورات. ومن ثم، فإن العدد المتزايد من الدورات المستخدمة يمكن أن يقلل من الالتباس. باستخدام عدد أكبر من الدورات، يمكن استخدام هذه النظرية كمعيار يمكن من خلاله تحقيق الفهم المشترك في تنظيم العمليات. يحدد نموذج التقييم هذا التخطيط لكيفية تغير عمليات التفكير وسيتم تعديله بناءً على معلومات جديدة وبيئات مختلفة (العمل والاجتماعي والمعيشة) والأشخاص المختلفين الذين تتواجد حولك وتستخدم دورات التجميع معهم.

### مراحل الحد من الغموض
وفقًا لويك، فإن المنظمات تشهد تغيرًا مستمرًا وتتكيف باستمرار، على عكس التغيير الذي تتبعه فترة من الركود. انطلاقًا من فكرة أورليكوفسكي القائلة بأن التغييرات التي تحدث ليست مخططة بالضرورة، ولكنها تحدث حتمًا بمرور الوقت، تشرح نظرية المعلومات التنظيمية كيف تستخدم المنظمات المعلومات الموجودة داخل البيئة لتفسير التغيير والتكيف معه. وفي حال كانت المعلومات المتوفرة في بيئة المعلومات ملتبسة إلى حد كبير، فإن المنظمة تنخرط في سلسلة من الدورات التي تكون بمثابة وسيلة لتقليل عدم اليقين بشأن الرسالة. قد تتطلب الرسالة الملتبسة إلى حد كبير تكرارات عديدة لدورات السلوك. توجد علاقة عكسية بين عدد القواعد التي وضعتها المنظمة لتقليل الالتباس وعدد الدورات اللازمة لتقليل الالتباس. وبالمثل، كلما زاد عدد الدورات المستخدمة، قل الالتباس.

#### التشريع
يؤكد ويك على دور الفعل أو التشريع في التغيير داخل المنظمة. من خلال مجموعة من الأفراد الذين لديهم البيانات الموجودة والمعرفة الخارجية، ومن خلال عملية تكرارية للتجربة والخطأ، يتم تنقيح الأفكار حتى تصبح حقيقة. يلعب التشريع أيضًا دورًا رئيسيًا في فكرة صنع المعنى ، وهي العملية التي يمنح الناس من خلالها معنى للتجربة. في الأساس، يساعد الإجراء في تحديد المعنى، مما يجعل الأشخاص الموجودين داخل بيئة المنظمة مسؤولين عن البيئة نفسها.
اختيار
عند تحليل المعلومات التي تمتلكها المنظمة، تتضمن مرحلة الاختيار تقييم المعلومات المتميزة اللازمة لتقليل الغموض. يجب على المنظمة أن تقرر الطريقة الأفضل للحصول على المعلومات المتبقية. بشكل عام، يلعب صناع القرار في المنظمة دوراً رئيسياً في هذه المرحلة.

### الحفظ
وتحدث المرحلة النهائية عندما تقوم المنظمة بتدقيق المعلومات التي جمعتها في محاولة للتكيف مع التغيير، وتحديد المعلومات المفيدة والتي تستحق الاستخدام مرة أخرى. من المرجح ألا يتم الاحتفاظ بالمعلومات غير الفعالة والزائدة وغير الضرورية والتي لا تساهم في إكمال المشروع أو الحد من الغموض للتطبيق المستقبلي لمشروع مماثل.
.

### التطبيقات

#### التطبيق في مجال الرعاية الصحية
يمكن العثور على أحد التطبيقات الرئيسية في العالم الحقيقي فيما يتعلق بمفهوم ويك لنظرية المعلومات التنظيمية في مجال الرعاية الصحية. هناك، ذهب إلى أبعد من ذلك حيث قام شخصياً بتطوير نهج مخصص للاتصالات الصحية "يؤكد على الدور المركزي للاتصالات ومعالجة المعلومات داخل المجموعات والمؤسسات الاجتماعية". وعلى وجه التحديد، يرسم عمل ويك الارتباطات بين دقة المعلومات وقدرة المنظمات على التكيف مع التغيير.
يلعب نموذج ويك للتنظيم دوراً قوياً في تحسين التواصل بشأن الرعاية الصحية وتعزيز الصحة . يمكّن OIT المستهلكين ومقدمي الخدمات من تقليل الالتباس عندما يواجهون مواقف معقدة تتعلق بالرعاية الصحية وتعزيز الصحة. "في مجال الرعاية الصحية وتعزيز الصحة، تُستخدم عمليات التشريع لفهم التحديات المختلفة المتعلقة بالصحة، وتُستخدم عمليات الاختيار لاختيار مسارات عمل مختلفة استجابة لهذه التحديات، وتُستخدم عمليات الاستبقاء للحفاظ على ما تم تعلمه من التشريع وعمليات الاختيار لتوجيه أنشطة الرعاية/تعزيز الرعاية الصحية في المستقبل".
على سبيل المثال، يمكن للنظرية تقييم مشاكل الدوران المفرط للممرضات في المستشفيات العامة وتطوير التدخلات لمعالجة المشاكل. اعتاد مديرو المستشفيات على التعامل مع المشكلة من خلال بذل الجهود في تعيين الممرضات. على الرغم من أن الاستراتيجية اجتذبت المزيد من الممرضات الجدد، إلا أن الحفاظ على جهود التوظيف كان مكلفاً. وهكذا، تم إنشاء برنامج الاحتفاظ وفقًا لنموذج ويك للتنظيم. استخدم البرنامج الاستبيانات والمقابلات المتعمقة ومناقشة مجموعة التركيز لمعرفة اهتمامات الممرضات (التشريع). وحددت نتائج البحث استراتيجيات حل تلك المشكلات (الاختيار). ثم قام البرنامج بجمع المزيد من المعلومات حول موقف الممرضات ونصائحهن بشأن هذه الاستراتيجيات ونفذ الاستراتيجيات المكررة (الاحتفاظ).

#### التطبيق في التعليم
يدعو بعض العلماء إلى أن النظام المقترن بشكل فضفاض ونموذج سلة المهملات يضمن مرونة مؤسسات التعليم العالي. يعتقد أنصار نظام الاقتران الفضفاض أن الحرية الأكاديمية للجامعة والهوية الفردية للطلاب سيتم تدميرها إذا قام المسؤولون بتشديد الاقتران الفضفاض. ومع ذلك، يرى ويك أن "عدم القدرة على التنبؤ (بمنظمة ما) ليس دليلاً كافيًا لاستنتاج أن العناصر الموجودة في النظام مترابطة بشكل غير محكم". لاحظ علماء آخرون تحذير ويك من عدم استخدام الاقتران السائب كنموذج معياري. لن تفقد الجامعات حريتها الأكاديمية في ظل نظام مقترن أكثر صرامة. صرح فرانك دبليو أن "الجامعات (الجامعات) مرتبطة بشكل وثيق في بعض الجوانب وغير منفصلة في جوانب أخرى. ويحدث الاقتران المحكم عندما تدعم مشكلة ما الوضع الراهن. ويحدث الانفصال عندما تتحدى مشكلة الوضع الراهن ".
يمكن تطبيق نموذج ويك للتنظيم لتقليل الالتباس في الفصول الدراسية ذات المحاضرات الكبيرة ولزيادة مشاركة الطلاب. يمكن التعرف على الفصول الدراسية ذات المحاضرات الكبيرة كبيئة معلومات بدرجات متفاوتة من الغموض. يسن الطلاب قواعد التجميع لفهم الرسائل في الفصل بدرجة منخفضة من الغموض. يمكن للطلاب استخدام دورات السلوك التي تركز على الفعل والاستجابة والتكيف لتوضيح الرسائل ذات درجة عالية من الغموض. "يقوم الطلاب بتقييم كيفية تأثير القواعد والدورات المطبقة على قدرتهم على تفسير غموض المدخلات الأصلية وتحديد ما إذا كانت هناك حاجة إلى قواعد ودورات إضافية لتطوير استجابة فعالة للمدخلات". يشعر بعض الطلاب بالخوف عندما يطرحون أسئلة في قاعة المحاضرات الكبيرة. وبالتالي، فإن التزامن والطبيعة المجهولة للمدونات الصغيرة تجعل من نفسها قناة ثانية لتسهيل طرح أسئلة الطلاب وكذلك تقليل الغموض لديهم. تمكن الكلية من الاحتفاظ بالذكاء التنظيمي من خلال تنسيق المدونات الصغيرة.

#### التطبيق في إدارة الصراع
من الصعب العثور على طرفين يشتركان في نفس المصلحة بالضبط. وهكذا فإن الصراع والتعاون يتعايشان مع بعضهما البعض في المنظمات. كثيرا ما يستخدم المديرون إدارة الصراع المؤسسي لإنشاء منظمات مستدامة. توفر الاستعارات منهجًا شاملاً لفهم وتفسير بيئة المعلومات التي تتضمن معرفة جديدة وممارسات جديدة. "الاستعارة التي أنشأها الممثلون الفرعيون لممارسة إدارة الصراع تعكس جودة وعمق إضفاء الطابع المؤسسي ". يمكن التعرف على الاستعارات باعتبارها حسًا جماعيًا وتصويرًا للبيئة التنظيمية. الأفراد قادرون على اتخاذ القرارات التي تعتمد على استعاراتهم حول الصراع في المنظمات.

### انتقادات

#### جدوى
تركز هذه النظرية على عملية الاتصال بدلاً من دور الجهات الفاعلة الفردية. وهو يدرس تعقيدات معالجة المعلومات بدلاً من محاولة فهم الأشخاص داخل مجموعة أو منظمة. بالإضافة إلى ذلك، تدرس هذه النظرية عن كثب فعل التنظيم، وليس المنظمات نفسها. يعرّف ويك التنظيم بأنه "حل الغموض في بيئة محددة عن طريق سلوكيات متشابكة مدمجة في عملية مرتبطة بشكل مشروط" وأن "البشر ينظمون في المقام الأول لمساعدتهم على تقليل عدم اليقين في المعلومات في حياتهم".

#### الاتساق المنطقي
يرى بعض العلماء أن هذه النظرية تفشل في اختبار الاتساق المنطقي وأن الناس لا يسترشدون بالضرورة بالقواعد في المنظمة. قد لا يكون لدى بعض أعضاء المؤسسة أي اهتمام بقواعد الاتصال وقد تكون أفعالهم مرتبطة بالحدس أكثر من أي شيء آخر.
يفترض نقاد آخرون أن نظرية المعلومات التنظيمية تنظر إلى المنظمة باعتبارها كيانًا ثابتًا، وليس كيانًا يتغير بمرور الوقت. يجب أن تؤخذ التعديلات الديناميكية، مثل تقليص الحجم والاستعانة بمصادر خارجية وحتى التقدم التكنولوجي، في الاعتبار عند فحص المنظمة - ولا تأخذ نظرية المعلومات التنظيمية في الاعتبار ذلك.
يؤكد منتقدو هذه النظرية أنها لا تتعامل بشكل كبير مع التسلسل الهرمي أو الصراع ، وهما موضوعان بارزان مرتبطان بالاتصالات التنظيمية. في بعض الحالات، يشكل السياق الهرمي صعوبات في فهم المعنى ويقترح تدفقًا من ردود الفعل السلبية الهبوطية. يمكن تطبيق عملية صنع المعنى لشرح سبب بقاء الموظفين صامتين في المنظمة. هناك مصدران منطقيان، وهما التوقع والهوية، يمنعان الموظفين من تقديم تعليقات سلبية تصاعدية. يتوقع الموظفون أن ردود أفعالهم السلبية للمشرفين ستشكل تهديدًا لأمنهم الوظيفي أو قد يتم إهمالها من قبل المشرفين. علاوة على ذلك، يفهم الموظفون فهمهم الخاص ويعرفون أنفسهم على أنهم خبراء ناقصون وغير قادرين على اتخاذ أفضل القرارات.

#### نِطَاق
كما تهمل النظرية السياق الاجتماعي والتاريخي والمؤسسي الأكبر. وينبغي إيلاء المزيد من الاهتمام لدور السياق المؤسسي والمؤسسات الثقافية المعرفية في صناعة المعنى. وفقًا لتايلور وفان إيفري، "ما هو مفقود، في إصدار ويك لعام 1995 لصياغة المعنى في المنظمات هو فهم المنظمة باعتبارها بناء تواصلي أو وعي بإضفاء الطابع المؤسسي على المجتمع البشري الذي يصاحب المنظمة مع العديد من عناصرها. التناقضات والتوترات الداخلية". يتم تقييد الممثلين بالإدراك من خلال التنشئة الاجتماعية في العمل والنظام المدرسي ووسائل الإعلام عندما يقومون بالتفكير المنطقي في المؤسسات. إنه يسبب تنوعاً أقل واستقراراً أكبر في المؤسسات. من أجل توسيع النظرية، يمكن تطبيق الآلية الاجتماعية للنظر في كيفية قيام المؤسسات بإعداد وتحرير وتحفيز عملية صنع المعنى إلى جانب القيد المعرفي التقليدي.

#### د. بريندا ديرفين: منهج صنع المعنى
كمساعد لعمل ويك فيما يتعلق بالمعلومات التنظيمية، اتبعت الأكاديمية الشهيرة (وزميلتها الباحثة)، الدكتورة بريندا ديرفين، مسارًا مشابهًا في استكشاف كيفية التعامل مع الغموض وعدم اليقين عبر المنصات.
ومع ذلك، عند تناول هذه القضايا من منظور قائم على التواصل، وجد الدكتور ديرفين أن هذه القضايا تتطور من مكان مختلف؛ واحد، في الواقع، على عكس ويك، يفترض "الانفصال بين الكيانات والأزمنة والمساحات". بدلاً من النمطية ، «كل فرد هو كيان يتحرك عبر الزمان والمكان، ويتعامل مع كيانات أخرى تشمل أشخاصاً آخرين، أو منتجات، أو أنظمة، أو مؤسسات. إن فهم الفرد كاستراتيجية لسد هذه الفجوات هو الاستعارة المركزية للفكرة. نهج صنع المعنى ".
وباستخدام هذا المنشور البديل، وجد الدكتور ديرفين أن "أنماط سلوك سد الفجوات يمكن التنبؤ بها بشكل أفضل من خلال الطريقة التي يحدد بها الأفراد الفجوات التي يجدون أنفسهم فيها، أكثر من أي سمات قد تستخدم عادة لتحديد الأفراد عبر المكان والمكان". "الوقت، مثل الفئات الديموغرافية أو مؤشرات الشخصية. تتغير المواقف والأشخاص باستمرار، ولكن أنماط التفاعل بين الأشخاص والمواقف كما يحددها الأشخاص تبدو أكثر استقراراً إلى حد ما".

#### نظرية المعلومات التنظيمية والابتكار
في عام 2000، اكتشف الباحثون دوتري وبوريلي ومنير وأوسوليفان أن مستوى القدرة على الابتكار داخل المنظمات كان مرتبطًا بالقدرة على فهم التجارب الجماعية بشكل صحيح في المواقف غير المؤكدة أو الغامضة مثل التغيرات الجذرية في السوق أو تحولات نموذجية في مجال التكنولوجيا".
ويبدو أن أنظمة التحليل المنطقي في الشركات الأقل ابتكارا تبدو وكأنها مقيدة بشكل غريزي بسبب الميول إلى "اللعب ضمن القواعد القائمة... وتصفية المعلومات غير المتوقعة أو مجموعات الكفاءات غير التقليدية، مما يؤدي إلى التفكير الجماعي والمزيد من الشيء نفسه". وفي الوقت نفسه، "تجرأت المنظمات المبتكرة على تحدي منطق الأعمال الحالي واستفادت من الرؤى الجديدة"... وقد تم استخدام هذه بدورها "لتغيير التفسيرات والمخططات الحالية وبالتالي التأثير على التطور العام للمنظمة بحيث تصبح مخططات التفسير نفسها أكثر ملاءمة للتعامل مع القوى الخارجية".
يقترح ويك ثلاث ديناميكيات وثيقة الصلة بالابتكار: "أن تكون المعرفة ضمنية ومفصلة على حد سواء، وأن ربط العمليات يشمل عدة مستويات من العمل التنظيمي، وأن ربط العمليات يجسد العديد من التوترات". تطبق إحدى الدراسات هذه الديناميكيات والحس التنظيمي لتحليل كيفية فهم الناس لمعرفة السوق والتكنولوجيا لابتكار المنتجات. تتمتع المنظمات المبتكرة بنظام منطقي يسمح للجهات الفاعلة "ببناء الأنواع الصحيحة من المعرفة بالسوق والتكنولوجيا وتصنيفها وتفسيرها وإعادة التفكير فيها بالطريقة الصحيحة للابتكار". ومع ذلك، فإن الجهات الفاعلة في المنظمات غير الابتكارية تفهم المعرفة بطريقة منفصلة.

#### الاتصالات بوساطة الكمبيوتر (CMC) وصناعة الإحساس
أصبح الاتصال عبر الكمبيوتر تدريجياً جزءاً أساسياً من الاتصال في سياق العمل الحالي والإعدادات التنظيمية. يقترح ويك أن عملية صنع المعنى بعيدًا عن المحطات الطرفية تخضع لخمسة إجراءات: التفعيل، والتثبيث، والتبعية، والتعمد، والدمج.
وفقًا لجارفارت، بالمقارنة مع مكان العمل التقليدي، يصبح الفهم في مكان العمل الممكّن إلكترونياً أكثر تعقيداً غموض. والتصرف بشكل مختلف في الإجراءات الخمسة المذكورة أعلاه. أن تكون محددة. يمكن رؤية أربع سمات مميزة. أولاً، إن عملية التبادلية محدودة إلى حد كبير. قد يتأخر تبادل وجهات النظر عندما يكون القائمون على الاتصالات في "محطات" مختلفة. كما أن الإشارات الحسية تكاد تكون غائبة في هذه العملية، في حين يتم استخدام التواصل النصي بشكل شائع. وبعبارة أخرى، فإن وسائل الاتصال محدودة. ثانياً، تزداد مستويات الغموض وصعوبات الفهم. تظهر مشاكل فهم الكمبيوتر أو المصطلحات التقنية الجديدة كعائق جديد يجب التغلب عليه لتحقيق المعنى في المنظمات. ثالثاً، يمكن استخدام مبادئ أقل إلى آخره في CMC. بمعنى آخر، يميل CMC إلى بناء بيئة اتصالات منظمة بشكل صارم، ونتيجة لذلك، سيجد الأشخاص صعوبة في الحصول على معلومات إضافية من خارج نظام الكمبيوتر. وأخيرا، يغير CMC المهام المهنية. مطلوب بعض الخلفية التقنية أو المعرفة المتعلقة بالكمبيوتر لدعم المهام المهنية العامة.
هناك نموذجان رئيسيان مقترحان لشرح عملية صنع المعنى باستخدام CMC في المنظمات: نموذج ويك المعرفي ونموذج التفاعل الاجتماعي.
يعتقد ويك أن الناس سيواجهون بشكل متزايد مشاكل في فهم المعلومات باستخدام التكنولوجيا الجديدة. يفترض النموذج المعرفي أن تقنيات الكمبيوتر الجديدة لها تأثير كبير على عملية الفهم في المؤسسات في خمسة جوانب. أولاً، تحدث أوجه قصور في الإجراءات دائمًا لأنه لا يمكن التقاط الأشياء الحقيقية بالكامل وتمثيلها بواسطة صور ورموز محاكاة. ثانياً، غالباً ما تكون المقارنات ناقصة بسبب محدودية التبادلية لوجهات النظر وغياب ردود الفعل المستندة إلى العمل المباشر. ثالثاً، تكون الأعمال في المحطات الطرفية دائمًا منعزلة وستقلل من ارتباط الاتصالات. رابعا، التدفق المستمر للمعلومات في جهاز الكمبيوتر يقطع أو حتى يمنع المداولات. وأخيراً، يؤدي الفهم المنطقي في المحطات دائمًا إلى أوجه قصور في الدمج بسبب طبيعة الكمبيوتر القائمة بذاتها.
نموذج التفاعل الاجتماعي، المشتق من علم الاجتماع الظاهري والمنهجية العرقية ، يؤكد على السمات الذاتية والموضوعية لصناعة المعنى. تكشف الميزة التداخلية أن الأشخاص يحاولون دائمًا الحصول على معاني ذاتية للآخرين. في CMC، يُطلب من القائمين على الاتصال معرفة ما إذا كانوا يشاركون المعاني مع الآخرين، بما في ذلك أجهزة الكمبيوتر. في هذه العملية، يُتوقع من الأشخاص استخدام كائنات ومصطلحات وألفاظ عادية لتصوير السياقات والتجارب بشكل صحيح حتى يتمكن الكمبيوتر من التعرف عليها. ومع ذلك، هناك حاجة إلى عدد متزايد من المعرفة لتحقيق الفهم مقارنة بمكان العمل التقليدي. ومن ثم، يتم استخدام مبدأ "إلى آخره" للتعامل مع المعاني الغامضة أو الضمنية. سوف يبحث الناس بنشاط عن معلومات إضافية لتوضيح المعاني. وفي الوقت نفسه، تُستخدم المفردات الوصفية كتعابير مؤشرة لمساعدة الأشخاص على حل المعاني الملتبسة بناءً على المعرفة والمعلومات السياقية والثقافية والتقنية.

## انظر ايضاً:
- عن المعلومات التعاونية
- التعلم التعاوني المدعوم بالحاسوب
- التعاون المدعوم بالكمبيوتر
- انتشار نظرية الابتكار
- نظرية التعلم التنظيمي
- النظرية الاجتماعية للانتشار
- نظرية الحد من عدم اليقين